# Derby County FC
Derby County FC är en engelsk professionell fotbollsklubb i Derby, grundad 1884. The Rams, som klubbens smeknamn lyder, spelar sedan 1997 sina hemmamatcher på Pride Park Stadium. Innan dess hade man spelat på Baseball Ground i över 100 år. Klubben var med och bildade The Football League 1888 och har under i stort sett hela sin existens spelat i någon av Englands två högsta divisioner. Med undantag för en ettårig vistelse i Premier League 2007/2008 spelade Derby County mellan 2002/2003 och 2021/2022 samtliga säsonger i andradivisionen, sedan 2004 kallad Championship. Detta bröts säsongen 2021/2022 då klubben blev nedflyttade till EFL League One. 2023/4 slutade klubben dock tvåa där och spelar sedan dess åter i Championship.

## Historia

Klubbens ligaplaceringar från och med 1888.

Klubben bildades av William Morley 1884 som en avknoppning till Derbyshire County Cricket Club. Klubben var en av de ursprungliga medlemmarna i The Football League 1888. Under 1890-talet började man använda vitt och svart som klubbfärger.
1945/46 vann Derby FA-cupen.
När Brian Clough tillsammans med Peter Taylor tog över som tränare 1967 följde klubbens sportsligt mest framgångsrika år. Säsongen 1968/69 blev man mästare i Second Division och gick därmed upp i högstadivisionen First Division. Redan första säsongen 1969/70 nådde klubben en fjärdeplats. Derby blev sedan för första gången engelska mästare säsongen 1971/72 under Cloughs ledning. Klubben nådde även semifinal i Europacupen för mästarlag säsongen därpå. Framgångarna fortsatte under nya tränaren Dave Mackay, som tog klubben till ett andra mästerskap säsongen 1974/75.
Säsongen 2006/07  kvalificerade sig Derby mot alla odds från Championship till Premier League. Säsongen i högsta ligan skulle komma att bli en mardröm. I slutet av september hade laget redan förlorat 4–0 mot Tottenham, 6–0 mot Liverpool och 5–0 mot Arsenal. Huvudtränaren Billy Davies fick sparken i november och in kom Paul Jewel. Derby värvade nio nya spelare under övergångsfönstret i januari, men det var dessvärre redan försent. Derby och Jewel vann inte en enda match den säsongen och samlade endast ihop 5 poäng. Derby noterade för den sämsta poängsäsongen i Englands högsta fotbollsliga någonsin. Laget gjorde endast 20 mål, släppte in 89 och vann endast en enda match, mot Newcastle (1–0), vilket resulterade i att man kom glasklart sist i tabellen med 11 poäng.

## Spelartrupp
| 1  | Sverige | Jacob Widell Zetterström | 11 juli 1998      | Djurgårdens IF (-24)   |
| 12 | England | Richard O'Donnell        | 12 september 1988 | Blackpool (-25)        |
| 31 | England | Josh Vickers             | 1 december 1995   | Rotherham United (-23) |

| 2  | England    | Kane Wilson    | 11 mars 2000      | Bristol City (-23)     |
| 3  | Skottland  | Craig Forsyth  | 24 februari 1989  | Watford (-13)          |
| 4  | England    | Danny Batth    | 21 september 1990 | Blackburn Rovers (-25) |
| 5  | England    | Matt Clarke    | 22 september 1996 | Middlesbrough (-25)    |
| 6  | Norge      | Sondre Langås  | 2 februari 2001   | Viking (-25)           |
| 20 | Australien | Callum Elder   | 27 januari 1995   | Hull City (-23)        |
| 21 | England    | Jake Rooney    | 22 augusti 2003   | Derby County FC        |
| 24 | Namibia    | Ryan Nyambe    | 4 december 1997   | Wigan Athletic (-23)   |
| 28 | England    | Dion Sanderson | 15 december 1999  | Birmingham City (-25)  |
| 33 | Wales      | Owen Beck      | 9 augusti 2002    | Liverpool (-25)        |
| 35 | England    | Curtis Nelson  | 21 maj 1993       | Blackpool (-23)        |

| 8  | England       | Ben Osborn      | 5 augusti 1994   | Sheffield United (-24)    |
| 14 | Österrike     | Andreas Weimann | 5 augusti 1991   | Blackburn Rovers (-25)    |
| 16 | England       | Liam Thompson   | 29 april 2002    | Derby County FC           |
| 17 | Nederländerna | Kenzo Goudmijn  | 18 december 2001 | AZ (-24)                  |
| 18 | England       | David Ozoh      | 6 maj 2005       | Crystal Palace (-25)      |
| 23 | England       | Joe Ward        | 22 augusti 1995  | Peterborough United (-23) |
| 32 | Gambia        | Ebou Adams      | 15 januari 1996  | Cardiff City (-24)        |
| 42 | England       | Bobby Clark     | 7 februari 2005  | Red Bull Salzburg (-25)   |

| 7  | USA     | Patrick Agyemang      | 7 november 2000   | Charlotte FC (-25)      |
| 9  | England | Carlton Morris        | 16 december 1995  | Luton Town (-25)        |
| 10 | England | Rhian Brewster        | 1 april 2000      | Sheffield United (-25)  |
| 11 | England | Corey Blackett-Taylor | 23 september 1997 | Charlton Athletic (-24) |
| 15 | Norge   | Lars-Jørgen Salvesen  | 19 februari 1996  | Viking (-25)            |
| 19 | England | Kayden Jackson        | 22 februari 1994  | Ipswich Town (-24)      |
| 39 | Jamaica | Dajaune Brown         | 16 oktober 2005   | Derby County FC         |

Not: Spelare i kursiv stil är inlånade.

### Utlånade spelare
| Nr | Land       | Pos | Namn                                                            |
| -- | ---------- | --- | --------------------------------------------------------------- |
| 26 | Nordirland | MF  | Darren Robinson (i St Patrick's Athletic till 30 november 2025) |

| Nr | Land | Pos | Namn |
| -- | ---- | --- | ---- |

## All star-lag
När Derby County 2009 firade sitt 125-årsjubileum startade man ett projekt där fansen kunde rösta fram klubbens bästa spelare genom alla tider. Man började i februari med att utse målvakten och under resten av året röstade man fram en spelare i månaden. Laget ser du här till höger.

## Andra kända spelare
- Steve Bloomer, spelare 1892–1907 och 1910–1914
- Charlie George, spelare 1975–1979 och 1982
- Archie Gemmill, spelare 1970–1977 och 1982–1984
- Roy McFarland, spelare 1967–1983, tillf. tränare 1984, ass. tränare 1984–1993, tränare 1993–1995
- Fabrizio Ravanelli, spelare 2001–2003
- Peter Shilton, spelare 1987–1992
- Kevin Hector, spelare 1966–1978 och 1980–1982
- Brian Clough, tränare 1967–1973
- Bruce Rioch, spelare 1974–1976 och 1977–1979
- Dave Mackay, spelare 1968–1971, tränare 1973–1976
- Colin Todd, spelare 1971–1978, tränare 2001–2002
- Steve McClaren, spelare 1985–1988, ass. tränare 1995–1999

## The Jack Stamps Trophy (Årets spelare)
Derby Countys pris för årets spelare röstas fram av klubbens supportrar och utnämns till heder för Jackie Stamps, som gjorde två mål i Derbys enda seger i FA-cupen 1946. Priset introducerades först under säsongen 1968–69
| - 2021–22 Curtis Davies - 2020–21 Graeme Shinnie - 2019–20 Matthew Clarke - 2018–19 Fikayo Tomori - 2017–18 Matěj Vydra - 2016–17 Scott Carson - 2015–16 Richard Keogh - 2014–15 Will Hughes - 2013–14 Craig Bryson - 2012–13 Richard Keogh - 2011–12 Craig Bryson - 2010–11 John Brayford - 2009–10 Shaun Barker - 2008–09 Rob Hulse - 2007–08 Derby County Fans - 2006–07 Steve Howard - 2005–06 Tommy Smith - 2004–05 Iñigo Idiakez |  | - 2003–04 Youl Mawéné - 2002–03 Georgi Kinkladze - 2001–02 Danny Higginbotham - 2000–01 Chris Riggott - 1999–00 Mart Poom - 1998–99 Jacob Laursen - 1997–98 Francesco Baiano - 1996–97 Chris Powell - 1995–96 Dean Yates - 1994–95 Craig Short - 1993–94 Martin Taylor - 1992–93 Marco Gabbiadini - 1991–92 Ted McMinn - 1990–91 Dean Saunders - 1989–90 Mark Wright - 1988–89 Mark Wright - 1987–88 Michael Forsyth - 1986–87 Geraint Williams |  | - 1985–86 Ross MacLaren - 1984–85 Bobby Davison - 1983–84 Archie Gemmill - 1982–83 Steve Cherry - 1981–82 Steve Buckley - 1980–81 Roger Jones - 1979–80 Steve Buckley - 1978–79 Steve Powell - 1977–78 Dave Langan - 1976–77 Leighton James - 1975–76 Charlie George - 1974–75 Peter Daniel - 1973–74 Ron Webster - 1972–73 Kevin Hector - 1971–72 Colin Todd - 1970–71 Dave Mackay - 1969–70 John O'Hare - 1968–69 Roy McFarland |

## Svenska spelare
| Namn             | Årtal     | Matcher | Mål |
| ---------------- | --------- | ------- | --- |
| Marino Rahmberg  | 1996/97   | 0 (1)   | 0   |
| Mathias Svensson | 2003      | 9 (1)   | 3   |
| Fredrik Stoor    | 2009      | 11 (0)  | 0   |
| Isak Ssewankambo | 2015      | 0 (0)   | 0   |
| Marcus Olsson    | 2016–2019 | 53 (1)  | 1   |

Notera att endast ligamatcher är medräknade. Siffror inom parentes anger antal matcher som inhoppare.

## Meriter
- Engelska mästare: 1971/72, 1974/75
- Division 2: 1911/12, 1914/15, 1968/69, 1986/87
- Division 3: 1956/57 (North)
- FA-cupen: 1945/46
- Charity Shield: 1946, 1975
- Texaco Cup: 1971/72
- Watney Cup: 1970